# Нойда
Нойда — река в России, протекает по Мурманской области. Впадает в Солозеро. Длина реки составляет 12 км. В среднем течении проходит через Нойдозеро.

## Данные водного реестра
По данным государственного водного реестра России относится к Баренцево-Беломорскому бассейновому округу, водохозяйственный участок реки — Тулома от истока до Верхнетуломского гидроузла, включая Нот-озеро. Речной бассейн реки — бассейны рек Кольского полуострова, впадает в Баренцево море.
Код объекта в государственном водном реестре — 02010000312101000002582.